# Puig Ros (Garrigàs)
El Puig Ros és una muntanya de 134 metres que es troba al municipi de Garrigàs, a la comarca catalana de l'Alt Empordà.